# Miltzow
Miltzow is een ortsteil van de Duitse gemeente Sundhagen in de deelstaat Mecklenburg-Voor-Pommeren.
De plaats ligt ongeveer 15 kilometer zuidoostelijk van de stad Stralsund en rond 15 kilometer noordwestelijk van Greifswald. Op 7 juni 2009 fuseerde de tot dan toe zelfstandige gemeente Miltzow met de gemeenten Behnkendorf, Brandshagen, Horst, Kirchdorf, Reinberg en Wilmshagen tot de nieuwe gemeente Sundhagen. Miltzow bestond uit de ortsteilen Reinkenhagen, Mannhagen, Engelswacht, Hankenhagen, Klein Miltzow en Miltzow.